# 1261
1261 (MCCLXI) fue un año común comenzado en sábado del calendario juliano.

## Acontecimientos
- Es destronado el último emperador del Imperio Latino de Constantinopla y restaurado el Imperio bizantino por Miguel VIII Paleólogo.
- Urbano IV sucede a Alejandro IV como papa.
- Groenlandia acepta la soberanía del rey noruego Haakon IV.
- Reino de Valencia: El rey Jaime I reunió en Valencia por primera vez a las Valencianas para aprobar la extensión a todo el reino el código legal de la ciudad, el Costum, a partir de entonces llamado Furs.